# جون بيلي (سياسي أسترالي، مواليد 1871)
جون بيلي (بالإنجليزية: John Bailey)‏ هو نقابي وسياسي أسترالي، ولد في 14 يونيو 1871، وتوفي في 26 أكتوبر 1947. نشط حزبياً في حزب العمال الأسترالي. وقد انتخب عضو الجمعية التشريعية لنيو ساوث ويلز.